# Franziskanerkloster Osnabrück
Ein Franziskanerkloster in Osnabrück bestand von der Mitte des 13. Jahrhunderts bis zu seiner Auflösung infolge der Reformation im Jahr 1542. Danach ließen sich noch dreimal Franziskaner für jeweils einige Jahrzehnte in der Stadt nieder. 

## Erstes Kloster (13. Jahrhundert bis 1542)

### Geschichte
Die Brüder des 1210 gegründeten Franziskanerordens (lateinisch Ordo fratrum minorum ‚Minderbrüder-Orden‘) kamen vor 1250 nach Osnabrück; in einer Urkunde aus diesem Jahr ist die Gründung des Hospitals zum Heiligen Geist in einem Haus und einer Kapelle der Franziskaner bezeugt, das in der Lohstraße an der Ecke zur Hasestraße lag. Bald wurde das Kloster nördlich in die Nähe der St.-Katharinen-Kirche verlegt, wo zwischen der heutigen Hakenstraße und der Redlingerstraße ein Konventsgebäude mit einer daran anschließenden Klosterkirche erbaut wurden. 
Das Kloster gehörte mit Soest, Dortmund, Höxter und Münster zur Kustodie Westfalen in der Kölnischen Franziskanerprovinz (Colonia). 1263 wirkte der Guardian des Klosters bei der Untersuchung von Streitigkeiten um die Äbtissin des Stifts Herford mit, 1265 überwachte er mit den Oberen anderer Orden im Auftrag von Papst Clemens IV. die Bischofswahl in Osnabrück, aus der Widukind von Waldeck-Schwalenberg als Bischof hervorging. Im Kloster bestand ein Studienhaus für den Nachwuchs der Ordensprovinz; für die Zeit zwischen 1403 und 1519 sind fünf Lesemeister nachgewiesen, und es gab eine Bibliothek. Um die Mitte des 15. Jahrhunderts hatte der Konvent 20 Mitglieder. Die Franziskaner betreuten eine beim Kloster bestehende Jakobusbruderschaft. 1318 gingen die Osnabrücker Franziskaner auf Bitten der Nonnen eine Gebetsgemeinschaft mit den Zisterzienserinnen von Rulle ein.
In der Kirche wies ein Epitaph auf das Grab des Bürgermeisters Erdwin Ertmann hin, der 1505 hier bestattet worden war. In und bei der Kirche befanden sich mehrere Begräbnisplätze von Bürgern, die jeweils mit Stiftungen verbunden waren, aus denen die Franziskaner ihren Unterhalt bestritten. Für Osnabrück sind etwa 30 Stiftungen bekannt.
Infolge der Reformation starb das Kloster aus. Wie die Augustiner neigten auch die Franziskaner in Osnabrück zur Übernahme der Lehren Martin Luthers. Das Ordensleben war von Verweltlichung geprägt, neue Brüder wurden nicht mehr aufgenommen. Als der evangelisch gewordene Bischof Franz von Waldeck 1542 das Kloster und seinen Besitz – wie auch das Augustinerkloster – der Stadt Osnabrück übertrug, lebten dort noch zwei Brüder. Die Stadt richtete im Kloster eine Schule ein; als jedoch 1548 Osnabrück wieder katholisch wurde, gingen die Gebäude an den Bischof über, und die Schule wurde geschlossen. Um 1800 wurde auf dem Klostergelände eine Waisenhausstiftung errichtet, heute befinden sich dort Schulen und Privatgebäude.

### Klosterkirche
Die Klosterkirche entstand im 13./14. Jahrhundert; ausweislich einer Inschrift im Chorgewölbe stammt dieser Bauteil aus dem Jahr 1298. Das geostete Gotteshaus, wahrscheinlich mit dem Patrozinium der Gottesmutter Maria, war vermutlich eine einschiffige Bettelordenskirche mit einem Dachreiter und einer Länge von vier Gewölbejochen bei einer Achsweite von 7 m. Das Eingangsportal im Westen war durch einen Mittelpfosten geteilt und besaß ein reich gegliedertes Gewände.     
Stadtansichten des Mittelalters enthielten jeweils idealisierte Darstellungen der Kirche, die mehrmals mit Dachreiter, aber einmal auch mit einem Kirchturm gezeigt wurde. Der Kunsthistoriker Roland Pieper vertrat 1991 nach Vermessungen auf dem ehemaligen Gelände der Kirche die These, es habe sich um ein Kirchengebäude mit zwei Schiffen gehandelt. Dies wurde jedoch bisher nicht durch Grabungen verifiziert. Die Kirche wurde 1681 auf Anweisung des Domkapitels und gegen den Protest des Stadtrates abgerissen.

## Spätere Niederlassungen

### 1628–1648
Zwischen 1628 und 1648 waren die Franziskaner erneut in den vormaligen Klostergebäuden in Osnabrück ansässig, ab 1633 bestand beim Kloster ein Haustudium für Philosophie. Jetzt gehörte der Konvent zur Sächsischen Franziskanerprovinz (Saxonia); die nach der Reformation wieder restituierte Provinz hielt 1631 in Osnabrück ein Provinzkapitel ab. Jedoch musste gemäß der Bestimmungen des Westfälischen Friedens das Kloster verlassen und zurückgegeben werden, da es aus protestantischem Besitz stammte.

### Schulleitung amGymnasium Carolinum
Als der Jesuitenorden 1773 von Papst Clemens XIV. aufgehoben wurde, übernahmen die Franziskaner 1778 in deren Nachfolge die Leitung des Gymnasium Carolinum. Jedoch wurde das Kloster der Franziskaner 1812 im Zuge der Säkularisation von der französischen Regierung aufgehoben, die Leitung des Gymnasiums ging nach dem Wiener Kongress auf das Bistum Osnabrück über.

### 1977–2004
Am 26. Juli 1977 eröffneten die Franziskaner der Sächsischen Preovinz eine Konventsgemeinschaft, zunächst im Priesterseminar Osnabrück und ab 1979 im ehemaligen bischöflichen Konvikt in der Bramscher Straße; sie waren überwiegend als Lehrer an der Ursulaschule tätig und übernahmen 1979 die Schulleitung. 1981 wurde im Keller des Klosters eine Wärmestube für Nichtsesshafte eingerichtet. 2000 legten die Franziskaner die Schulleitung nieder, 2004 zogen sie sich wegen Personalmangels aus Osnabrück zurück.

## Bekannte Franziskaner
- Heinrich von Werl, Provinzial der Colonia von 1430 bis 1462, dann bis zu seinem Tod am 10. April 1463 Guardian in Osnabrück.[10]
- Jürgen Werinhard Einhorn (1934–2013), Schulleiter der Ursulaschule von 1982 bis 1999.